# Station Spondigna-Spondinig
Station Spondigna-Spondinig is een spoorwegstation aan de Vintzgouwspoorlijn bij het dorp Spondinig in de gemeente Schluderns (Italië-Zuid-Tirol).
De stationsnaam wordt volgens de regels van Trenitalia in het Italiaans aangegeven, gevolgd door het Duits als lokale taal.